# Chris Goudge
Chris Goudge (eigentlich Christopher Edward Goudge; * 4. März 1935 in Prestwich; † 7. November 2010 in Devon) war ein britischer Hürdenläufer, der sich auf die 400-Meter-Distanz spezialisiert hatte.
1958 wurde er für England startend bei den British Empire and Commonwealth Games in Cardiff Fünfter über 440 Yards Hürden. Bei den Leichtathletik-Europameisterschaften in Stockholm kam er auf den sechsten Platz.
Bei den Olympischen Spielen 1960 in Rom schied er im Vorlauf aus.
1959 wurde er Englischer Meister über 440 Yards Hürden. Am 4. August 1958 stellte er über diese Distanz in London mit 51,6 s (entspricht 51,3 s über 400 m Hürden) einen englischen Rekord auf, der bis 1964 Bestand hatte.